# Hexura picea
Hexura picea är en spindelart som beskrevs av Simon 1884. Hexura picea ingår i släktet Hexura och familjen Mecicobothriidae. Inga underarter finns listade i Catalogue of Life.